# الدولة القرنوندية
الدولة القَرْنَوَنْدِيَّة أو الدولة الكارنية كانت دولة إيرانية سابقة حكمت أجزاء من طبرستان (في منطقة مازندران اليوم) في شمال إيران من خمسينيات القرن السادس الميلادي حتى القرن الحادي عشر. اعتبروا أنفسهم ورثة الدولة الدابوية، وكانوا معروفين بألقابهم جلجيلان والأصبهبذ. كانوا ينحدرون من نسل سوخرا، وهو نبيل فرثي فارسي من بيت كارين، الذي كان الحاكم الفعلي للإمبراطورية الساسانية من 484 إلى 493 م. تُعتبر الدولة القرنوندية أيضًا واحدة من آخر الدول الزرادشتية قبل ظهور الدول الإيرانية الإسلامية؛ كما أن الدولة القرنوندية أسلمَت في أواخرها.

## التاريخ
تأسست هذه السلالة على يد كارين، الذي حصل على الإقطاعية في مقابل مساعدته للملك الساساني خسرو الأول (حكم 531-579) ضد الأتراك، وكانت الإقطاعية في الأساس على أرض إلى الجنوب من أمل في طبرستان. خلال القرن السابع، حصل أحد الحكام الذين لم يذكر اسمهم من السلالة القرنوندية على أجزاء من طبرستان من الدابويين الذين حكموا المنطقة. في عام 760، هُزم الحاكم الدابوي خورشيد، وأُلغيت سلالته وضم العباسيون طبرستان، لكن السلالة القرنوندية وغيرها من السلالات المحلية الصغيرة استمرت في الوجود. في هذا الوقت، ذُكر شخص معين يدعى ونداد هرمز باعتباره حاكم القرنونديين، بينما حكم شقيقه الأصغر فينداسبجان كحاكم تابع لمناطق القرنونديين الغربية، والتي وصلت إلى ديلم، وهي منطقة يسيطر عليها الديالمة، الذين كانوا مثل القرينونديين وحكام طبرستان الآخرين يعتنقون الزرداشتية ولمَّا يدخلوا الإسلام إلا بعد فترة.
قاد فيندا هرمزد، إلى جانب الحاكم الباونديّ شروين الأول، المقاومة الأصلية للحكم الإسلامي والجهود الرامية إلى أسلمة المنطقة والاستيطان فيها والتي بدأها الحاكم العباسيّ خالد بن برمك (768-772). وبعد رحيله، دمر الأمراء الأصليون المدن التي بناها في المرتفعات، ورغم أنهم أكدوا ولاءهم للخلافة في عام 781، إلا أنهم أطلقوا في عام 782 ثورة عامة ضد المسلمين لم يتم قمعها حتى عام 785، عندما قاد سعيد الحراشي 40 ألف جندي إلى المنطقة. تحسنت العلاقات مع حكام الخلافة في الأراضي المنخفضة بعد ذلك، لكن أمراء القرنونديين والباونديين ظلوا متحدين في معارضتهم للتغلغل الإسلامي في المرتفعات، إلى الحد الذي جعلهم يحرمون حتى دفن المسلمين الفُرس هناك. وقد حدثت بعض أعمال التحدي المعزولة مثل قتل جامع الضرائب، ولكن عندما اُستدعي الأميرين للمثول أمام هارون الرشيد في عام 805 وعدا بالولاء ودفع الضريبة، وأُجبرا على ترك أبنائهما خلفهما كرهائن لمدة أربع سنوات.
توفي ونداد هرمز لاحقًا في عام 815، وخلفه ابنه قرين بن وندادهرمز، الذي طلب منه الخليفة العباسي المأمون مع خليفة شاروين شهريار الأول المساعدة في الحروب العربية البيزنطية. رفض شهريار الطلب، بينما قبله قارين، ونجح في حملته ضد البيزنطيين. ثم أنعم المأمون على قارين بكثير من الأوسمة. بدأ شهريار - الذي كان غيورًا من شهرة قارين - بضم بعض أراضي قارين. وفي عام 817، أثناء حكم مازيار بن قارين، قام شهريار، بمساعدة عم مازيار وندا أميد، بطرد الأخير من طبرستان، واستولى على جميع أراضيه.
فرّ مازيار إلى بلاط المأمون، وأسلم، وفي عام 822/23 عاد بدعم من الحاكم العباسي للانتقام: فهزم شابور الباوندي، ابن شهريار وخليفته، وتمكن مازيار من توحيد المرتفعات تحت حكمه. أدى تنامي قوته إلى دخوله في صراع مع المستوطنين المسلمين في آمل، لكنه تمكن من الاستيلاء على المدينة والحصول على اعتراف بحكمه على كامل طبرستان من بلاط الخلافة. في نهاية المطاف، تشاجر مع عبد الله بن طاهر، وفي عام 839، قبض عليه الطاهريون، الذين استولوا الآن على السيطرة على طبرستان. استغل الباونديون الفرصة لاستعادة أراضيهم الأجدادية: ساعد شقيق شابور، قارين الأول، الطاهريين ضد مازيار، وكوفئ بأراضي أخيه واللقب الملكي.
كان قوهيار، شقيق مازيار، قد خان الأخير واختار مساعدة الطاهريين الذين وعدوه بعرش القرنونديين، وسرعان ما اعتلى عرش القرنونديين، ولكن سرعان ما قُتل على يد جنوده الديلميين بسبب خيانته لأخيه. على الرغم من أن العديد من العلماء اعتبروا وفاة قوهيار بمثابة سقوط سلالة القرنونديين، إلا أن السلالة استمرت في الحكم في أجزاء من طبرستان، وتم ذكر بادوسبان بن جردزاد في عام 864 كحاكم للدولة القرنوندية، ومن المعروف أنه دعم علي حسن بن زيد. ومع ذلك، كان ابنه وخليفته شهريار بن بادوسبان معاديًا لحسن بن زيد، لكنه اضطر، إلى جانب الحاكم الباوندي رستم الأول، إلى الاعتراف بسلطته. يُذكر لاحقًا أن محمد بن شهريار (ابن شهريار)، هو آخر من تولى حكم الدولة القرنوندية في عام 917، وكان مثل والده معاديًا للدولة العلوية في طبرستان. وبعد قرنين من الزمان، ذُكر حاكم للقرنونديين يدعى أمير مهدي في عام 1106 باعتباره أحد أتباع الحاكم الباونديين شهريار الرابع. ولم يُعرف بعده أي حاكم آخر للقرنونديين، لكنهم استمروا في الحكم حتى القرن الحادي عشر.

## حكام الدولة القرنوندية المعروفين
- قارن (550-؟)
- ونداد هرمز (765–815)
- قرين بن ونداد هرمز (815–817)
- مازيار (817–839)
- قوهيار (839)
- بادوسبان بن جوردزاد (ذكر في عام 864)
- شهريار بن بادوسبان (ذكر في 914)
- محمد بن شهريار (ذكر في 917)
- الأمير المهدي (ذُكر في سنة 1106 م)